# Baptisia perfoliata
Baptisia perfoliata là một loài thực vật có hoa trong họ Đậu. Loài này được (L.) R.Br. miêu tả khoa học đầu tiên.